# Milava
Milava – wieś w Słowenii, w gminie Cerknica. W 2018 roku liczyła 10 mieszkańców.